# (4089) Galbraith
(4089) Galbraith ist ein Hauptgürtelasteroid, der am 2. Mai 1986 vom Palomar-Observatorium aus entdeckt wurde.
Der Asteroid wurde nach dem US-amerikanischen Ökonomen John Kenneth Galbraith (1908–2006) benannt.